# Bunge (Reuse)

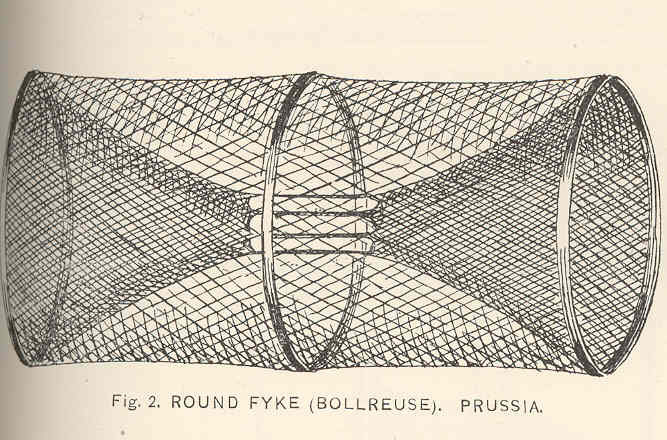
Eine Bunge aus Netzwerk mit trichterförmiger Öffnung an beiden Enden

Die Bunge, Trommelreuse oder Bollreuse ist eine Reuse in Form eines zylinderförmigen Netzschlauchs, die in der mitteleuropäischen Binnenfischerei etwa zum Fangen von Aalen eingesetzt wird. Sie erhält ihre Form durch drei von dem Netz umspannte Ringe, deren zwei äußere entlang des Schlauchs durch Stangen auseinandergehalten werden. Die Besonderheit der Bunge besteht darin, dass sie an beiden Enden eine trichterförmige Öffnung hat, im Unterschied zu der gebräuchlicheren Kegelform mit nur einer Öffnung.
Die Bunge wird in Mitteleuropa vorrangig von Laien benutzt, da sie einfach zu handhaben ist. Ihr Nachteil ist, dass Aale relativ leicht aus der Falle entkommen können.
Die Bunge lässt sich sowohl stationär (mit Leitnetzen) als auch vom Boot aus als Wurfreuse verwenden. Sie eignet sich auch besonders für den Fang von Krebsen.